# Кинофестиваль в Жерармере 2006 года
XIII Международный фестиваль фантастических фильмов в Жерармере (Festival de Gérardmer — Fantastic’Arts 13eme edition) проходил в департаменте Вогезы (Франция) с 25 января по 29 января 2006 года. Тема фестиваля этого года — «Суеверие и число 13».

## Жюри
- Хидэо Наката — президент
- Максим Чаттам
- Лу Дуайон
- Антуан Дулери
- Клэр Кайм
- габриэль Лазюр
- Том Новамбр
- Наташа Ренье
- Стюарт Самуэлс
- Зинедин Сулем
- Эрик Валетт
- Бернар Вебер

## Лауреаты
- Гран-при —  «Изоляция» (Isolation), Ирландия, Великобритания, 2005, режиссёр Билли О’Брайан
- Приз жюри —  «Хрупкая» (Fragile), Испания, 2005, режиссёр Хауме Балагеро
- Приз критики —  «Изоляция» (Isolation), Ирландия, Великобритания, 2005, режиссёр Билли О’Брайан
- Приз молодёжного жюри —  «Хрупкая» (Fragile), Испания, 2005, режиссёр Хауме Балагеро
- Приз зрительских симпатий — «L’Est Républicain — La Liberté de l’Est»  —  «Хрупкая» (Fragile), Испания, 2005, режиссёр Хауме Балагеро
- Приз зрительских симпатий лучшему фильму на видео «Mad Movies — Inédits Vidéo»  — «Затвор» (Shutter), Таиланд, 2004, режиссёры: Паркпоом Вонгпоом, Банджонг Писантанакум
- Приз 13-й улицы —  «Хрупкая» (Fragile), Испания, 2005, режиссёр Хауме Балагеро